# 1824 dans le catholicisme
Chronologie du catholicisme
- 1820
- 1821
- 1822
- 1823
- 1824
- 1825
- 1826
- 1827
- 1828

Cet article présente les faits marquants de l'année 1824 dans le catholicisme.

## Évènements
- 5 mai : Encyclique Ubi Primum de Léon XII sur les erreurs modernes et l'indifférence à l'égard du catholicisme.

## Décès
- 24 janvier : Ercole Consalvi, cardinal italien de la Curie, cardinal-secrétaire d'État (° 8 juin 1757)
- 2 février : Luigi Pandolfi, cardinal italien de la Curie (° 6 septembre 1751)
- 21 juin : Louis-François de Bausset, cardinal, homme de lettres et académicien français, évêque d'Alès (° 14 décembre 1748)
- 8 septembre : Antonio Gabriele Severoli, cardinal italien, archevêque-évêque de Viterbe (° 28 février 1757)
- 9 novembre : Paolo Giuseppe Solaro, cardinal italien, évêque d'Aoste (° 24 janvier 1743)